# Уайт, Чарлз (игрок в американский футбол)
Чарлз Рэймонд Уайт (англ. Charles Raymond White; 22 января 1958, Лос-Анджелес, Калифорния — 11 января 2023, Ньюпорт-Бич, там же) — профессиональный американский футболист. Выступал на позиции раннинбека. На драфте НФЛ 1980 года был выбран в первом раунде под общим двадцать седьмым номером. Выступал в лиге с 1980 по 1988 год, участник Пробоула в сезоне 1987 года. Лауреат награды «Возвращение года в НФЛ» 1987 года. 
На студенческом уровне играл за команду Южно-Калифорнийского университета, обладатель её рекорда по количеству выносных ярдов за карьеру. Победитель студенческого национального чемпионата 1978 года. Обладатель трофея Хайсмана, наград Максвелла и Уолтера Кемпа по итогам сезона 1979 года. Дважды включался в состав символических сборных звёзд NCAA и конференции Pac-10. Его игровой № 12 выведен в университете из обращения. Член Зала славы студенческого футбола с 1996 года.

## Биография

### Ранние годы и любительская карьера
Чарлз Рэймонд Уайт родился 22 января 1958 года в Лос-Анджелесе. Воспитывался бабушкой Бертой Леджетт. Учился в старшей школе города Сан-Фернандо. В составе её футбольной команды дважды выигрывал чемпионат Лос-Анджелеса. Трио бегущих команды, включавшее Уайта, Кевина Уильямса и Кенни Мура, местная пресса называла «Бэкфилдом на миллион долларов». Занимался лёгкой атлетикой, в 1976 году выиграл чемпионат Калифорнии в беге на 330 ярдов с низкими барьерами, опередив будущего олимпийского чемпиона Андре Филлипса. После выпуска поступил в Южно-Калифорнийский университет. В 2015 году школа вывела из обращения № 12, под которым выступал Уайт.
В составе университетской команды он выступал в течение четырёх сезонов с 1976 по 1979 год, в трёх из них был её самым результативным бегущим. В 1978 году он вместе с командой выиграл чемпионский титул по итогам опроса тренеров I дивизиона NCAA. Дважды, в 1979 и 1980 годах его признавали самым ценным игроком Роуз Боула. По итогам сезона 1979 года он стал обладателем трофея Хайсмана, приза самому выдающемуся игроку студенческого футбола. За карьеру набрал выносом 6245 ярдов, установив рекорд университета. Всего за четыре года им было установлено 22 рекорда университета, конференции и NCAA. Отличался агрессивным и безрассудным стилем игры, приводившим к регулярным травмам головы. Главный тренер команды Джон Робинсон называл Уайта самым жёстким игроком, с которым он когда-либо работал.

#### Статистика выступлений в NCAA
| Сезон | Команда      | Игры | Приём | Приём | Приём | Приём | Вынос | Вынос | Вынос | Вынос |
| Сезон | Команда      | Игры | Rec   | Yds   | Y/A   | TD    | Att   | Yds   | Y/A   | TD    |
| ----- | ------------ | ---- | ----- | ----- | ----- | ----- | ----- | ----- | ----- | ----- |
| 1976  | ЮСК Тродженс | 11   | 6     | 65    | 10,8  | 1     | 124   | 744   | 6,0   | 9     |
| 1977  | ЮСК Тродженс | 11   | 8     | 113   | 14,1  | 1     | 264   | 1291  | 4,9   | 7     |
| 1978  | ЮСК Тродженс | 12   | 20    | 191   | 9,6   | 1     | 342   | 1760  | 5,1   | 12    |
| 1979  | ЮСК Тродженс | 11   | 20    | 138   | 6,9   | 0     | 293   | 1803  | 6,2   | 18    |
| Всего | Всего        | 45   | 54    | 507   | 9,4   | 3     | 1023  | 5598  | 5,5   | 46    |

* Данные без учёта боулов

### Профессиональная карьера
На драфте НФЛ 1980 года Уайт был выбран клубом «Кливленд Браунс» в первом раунде под общим двадцать седьмым номером. На профессиональном уровне его карьера не сложилась. В составе «Браунс» он провёл пять сезонов, включая полностью пропущенный из-за травмы ноги чемпионат 1983 года, но ни разу не смог набрать более 350 выносных ярдов. Во время выступлений за команду он несколько раз проходил курсы лечения от наркотической и алкогольной зависимостей. Ещё четыре сезона Уайт отыграл в «Лос-Анджелес Рэмс», во многом благодаря усилиям тренера Джона Робинсона. В 1987 году Уайта нашли возле базы клуба в состоянии наркотического опъянения. Тренер заключил с ним соглашение, по которому раннинбек мог продолжить карьеру, но должен был регулярно проходить тестирования. В том же году, после того как клуб обменял звёздного раннинбека Эрика Дикерсона в «Индианаполис Колтс», Уайт стал игроком основного состава. Этот сезон стал лучшим в его карьере. Он набрал 1374 ярда и занёс 11 тачдаунов, став лидером НФЛ в обеих статистических категориях. По итогам года он получил приглашение на Пробоул, попал в команду звёзд Олл-про и получил награду «Возвращение года». В 1988 году его дисквалифицировали на четыре игры за злоупотребление алкоголем, после чего Уайт объявил об уходе из команды и завершении карьеры.

#### Статистика выступлений в НФЛ

##### Регулярный чемпионат
| Сезон | Команда           | Игры | Приём | Приём | Приём | Приём | Вынос | Вынос | Вынос | Вынос |
| Сезон | Команда           | Игры | Rec   | Yds   | Y/A   | TD    | Att   | Yds   | Y/A   | TD    |
| ----- | ----------------- | ---- | ----- | ----- | ----- | ----- | ----- | ----- | ----- | ----- |
| 1980  | Кливленд Браунс   | 14   | 17    | 153   | 9,0   | 1     | 86    | 279   | 3,2   | 5     |
| 1981  | Кливленд Браунс   | 16   | 27    | 219   | 8,1   | 0     | 97    | 342   | 3,5   | 1     |
| 1982  | Кливленд Браунс   | 9    | 34    | 283   | 8,3   | 0     | 69    | 259   | 3,8   | 3     |
| 1983  | Кливленд Браунс   | —    | —     | —     | —     | —     | —     | —     | —     | —     |
| 1984  | Кливленд Браунс   | 10   | 5     | 29    | 5,8   | 0     | 24    | 62    | 2,6   | 0     |
| 1985  | Лос-Анджелес Рэмс | 16   | 1     | 12    | 12,0  | 0     | 70    | 310   | 4,4   | 3     |
| 1986  | Лос-Анджелес Рэмс | 16   | 1     | 7     | 7,0   | 0     | 22    | 126   | 5,7   | 0     |
| 1987  | Лос-Анджелес Рэмс | 15   | 23    | 121   | 5,3   | 0     | 324   | 1374  | 4,2   | 11    |
| 1988  | Лос-Анджелес Рэмс | 12   | 6     | 36    | 6,0   | 0     | 88    | 323   | 3,7   | 0     |
| Всего | Всего             | 108  | 114   | 860   | 7,5   | 1     | 780   | 3075  | 3,9   | 23    |

### После завершения карьеры
Закончив играть, он в течение двадцати лет работал в Южно-Калифорнийском университете, где занимал должности специального помощника спортивного директора Майка Макги и администратора, с 1993 по 1997 год был тренером раннинбеков команды. В 1996 году его избрали в Зал славы студенческого футбола. В период работы в университете Уайт также злоупотреблял алкоголем, что стало главной причиной его увольнения. В 2000-х годах он был вынужден продать свой трофей Хайсмана за 184 тысячи долларов, чтобы погасить долги по налогам. После выхода на пенсию проживал в доме престарелых. В 2010 году у него была диагностирована деменция.
Уайт был женат на Джудиэнн Баш. У них было три дочери и два сына.
Чарлз Уайт скончался 11 января 2023 года в Ньюпорт-Биче в Калифорнии. Причиной смерти стал рак пищевода. Мозг Уайта после его смерти был передан в Бостонский университет для того, чтобы установить, страдали ли он от хронической травматической энцефалопатии.